# Ansar Al Furqan
Ansar Al-Furqan (en árabe: انصار الفرقان‎, Partidarios del Criterio ) es un grupo yihadista  sunita baluche activa en la insurgencia de Sistán y Baluchistán, consideradaorganización terrorista designada por Irán. El grupo fue fundado en diciembre de 2013 gracias a la fusión de Harakat al-Ansar  (en árabe: حرکةالانصار‎) y Hizbul-Furqan (en árabe: حزب‌الفرقان‎ .

## Ataques
De acuerdo con el Consorcio de Investigación y Análisis del Terrorismo, Ansar Al-Furqan tienevínculos con Katibat al Asad Al 'Islamia, Jeish Muhammad, el Frente Al-Nusra y Jaish ul-Adl.
El 13 de junio del 2016, militantes intentaron realizar un ataque en Khash, Sistán y Baluchistán, dejando 5 terroristas y un oficial iraní muertos en el enfrentamiento que siguió. Durante las protestas iraníes de 2017-18, Ansar Al-Furqan se atribuyó el atentado a un oleoducto en Ahvaz, ciudad ubicada en la provincia iraní de Juzestán.
El grupo asumió la responsabilidad del atentado suicida el 6 de diciembre de 2018 en Chabahar, que mató a dos personas e hirió a otras 48. Tres días después, autoridades iraníes arrestaron a diez sospechosos de perpetrar el ataque. Días después, las autoridades iraníes arrestaron a diez sospechosos de llevar a cabo el atentado.